# Luna 3
Lluna 3, «Луна-3», fou una sonda espacial soviètica dissenyada per l'enginyer Serguei Koroliov i llançada el 4 d'octubre de 1959 dins del Projecte Lunik. Fou la tercera sonda enviada amb èxit a la Lluna i fou un primer triomf de la humanitat en l'exploració de l'espai. Tot i que va aconseguir fotografies pobres, van ser les primeres imatges de la cara oculta de la Lluna.
En les imatges es podien veure terrenys muntanyosos, molt diferents dels de la cara visible, i només dos regions planes i fosques que es van anomenar Mare Moscoviense (Mar de Moscou) i Mare Desiderii (Mar del Desig). Posteriorment es va veure que el Mare Desiderii estava format per un mar més petit, Mare Ingenii (Mar de l'enginy), i altres cràters foscos.
Luna 3 va ser seguit de les sondes estatunidenques Ranger 7, Ranger 8 i Ranger 9.

## Missió
Després d'haver estat llançada en un coet des del pol nord, la fase d'alliberament del Blok-I va ser encesa per ràdio control per posar al Luna 3 en curs a la lluna. El contacte per ràdio inicial amb la freqüència de la sonda va mostrar ser solament la meitat de forta del que s'esperava, mentre que la seva temperatura interna augmentava. L'eix de gir de la nau va ser reorientat, i alguns dels seus equips van ser apagats, la qual cosa va reduir la temperatura de 40° C a prop de 30° C. A una distància de 60,000 a 70,000 km de la lluna, el sistema d'orientació va ser encès i el sistema de rotació apagat. El punt inferior de la nau va ser apuntat cap al sol, el qual brillava en la cara oculta de la lluna.
La sonda passà dins dels 6,200 km propers al pol sud, fent el seu acostament més proper a les 14:16 UT el 6 d'octubre de 1959, continuant el seu camí cap a la cara oculta. El 7 d'octubre, quan la fotocèl·lula situada en la part superior de la sonda va detectar la lluentor solar en la cara oculta, iniciar la seqüència fotogràfica. La primera fotografia va ser presa a les 03:30 UT a una distància de 63,500 km de la lluna, i l'última va ser presa 40 minuts després a una distància de 66,700 km.

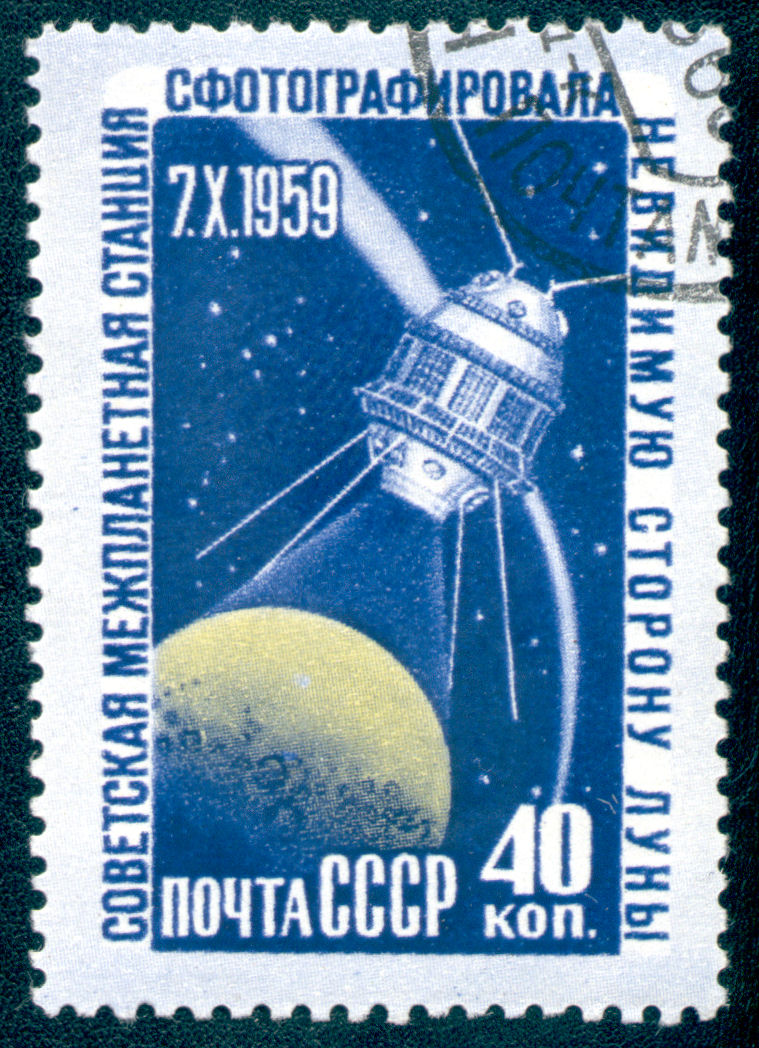
1959 URSS Cara oculta de la Lluna

Es van prendre un total de 29 fotografies, cobrint el 70% de la cara oculta. Després de completar les fotografies la nau va tornar al seu sistema de rotació, passant sobre el pol nord de la lluna i iniciant el viatge de retorn a la terra. Els intents de transmetre les imatges a la Unió Soviètica es van iniciar el 8 d'octubre. Els primers intents no van ser satisfactoris donada la baixa freqüència del senyal. Mentre Luna 3 s'apropava a la Terra, el 18 d'octubre, va transmetre un total de 17 fotografies visibles, però de baixa qualitat. El contacte amb la sonda es va perdre el 22 d'octubre de 1959. Es creu que la sonda es va cremar en l'atmosfera de la terra al març o abril de 1960, però també podria haver sobreviscut i haver quedat en òrbita fins a 1962.

## La nau
La nau va ser construïda d'alumini, de forma cilíndrica amb tapes hemisfèriques. Mesurava 130cm de longitud i 95cm de diàmetre. La part superior contenia les antenes, la tapa de la càmera i els instruments científics.
La part de baix contenia els panells solars. El cilindre estava tancat hermèticament i contenia els equips electrònics, cablejat, persianes i un dipòsit de combustible. La part inferior contenia els motors de propulsió, les antenes de cinta i l'orientació. La massa de la nau era de 278,5 kg.
L'energia era obtinguda mitjançant energia solar fotovoltaica: diversos panells solars muntats en la part inferior i superior del cilindre, convertint-se el Luna 3 en la primera nau en operar amb energia solar. L'energia era emmagatzemada en bateries de zinc-plata amb capacitat de 6amp/h. La propulsió usava 8 motors de nitrogen per a la posició de la nau, els motors estaven alimentats per un tanc de nitrogen amb pressió de 150 atm, amb un regulador per reduir la pressió a 4 atm. Un ordinador a bord controlava la nau.
Les comunicacions es feien a través de 4 antenes en la part superior, que transmetien a 183,6 Mhz i 2 antenes de cinta, en la part inferior, que transmetien a 39,986 Mhz, usant un nou sistema de telemetria. Per determinar l'orientació es van usar 3 giroscopis, un sensor de Lluna, dos parells de motors de nitrogen, cèl·lules fotoelèctriques i 2 sensors de Sol.
El control tèrmic va usar nitrogen amb pressió d'1,3 atm a l'interior de la nau, un ventilador per re-circular el gas, i un motor per expulsar la temperatura excessiva. Diverses persianes van ser usades per al control de temperatura i protecció de micro-meteorits. La nau va ser mantinguda a 25 °C.
Els instruments científics van ser: un comptador Cherenkov, un comptador de centellejo, tres comptadors de gas descarregat, quatre paranys de ions. Quatre comptadors de micro-meteorits amb 1cm van servir per detectar micro-meteorits. També hi havia un espectròmetre de masses en l'exterior de la nau, però és possible que no funcionés bé, ja que no hi ha dades aportades pel mateix. Va servir per detectar una atmosfera lunar.

## Fotografia Lunar

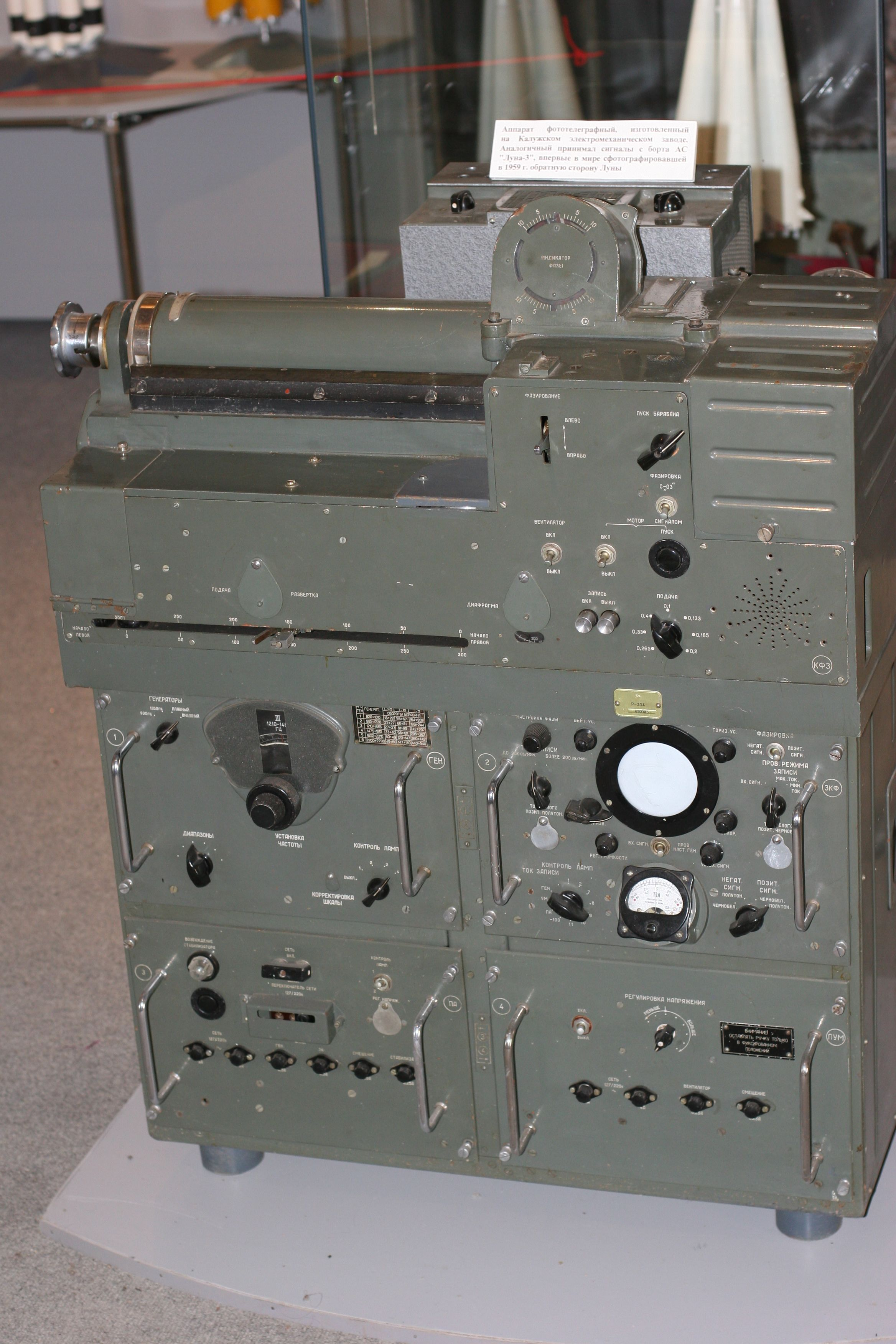
Sistema de fototelegrafia de Luna 3

El propòsit d'aquest experiment era obtenir fotografies de la superfície lunar mentre la nau espacial sobrevolava la Lluna. El sistema d'imatges va ser designat Yenisey-2 i consistia en una lent de doble càmera d'AFA-I1, una unitat de pel·lícula amb processament automàtic i un escàner. Les lents de la càmera eren d'una longitud focal de 200 mm, f / 5,6 d'obertura i un objectiu de 500mm. La càmera portava 40 quadres de temperatura i una pel·lícula 35 mm Isochrome resistent a la radiació. L'objectiu de 200 mm estava pensat per obtenir la imatge del disc complet de la Lluna mentre que el de 500 mm podria prendre una imatge d'una regió en la superfície. La càmera es va fixar en la nau i la seva apuntament es va aconseguir mitjançant la rotació de la mateixa nau.
Lluna-3 va ser el primer èxit d'una nau espacial d'estabilització en tres eixos. Durant la major part de la missió, la nau va estar en gir estabilitzat, però per a la fotografia de la Lluna, la nau espacial va orientar un dels seus eixos cap al Sol i va usar després una fotocèl·lula per detectar la Lluna i orientar les càmeres cap a ella. La detecció de la Lluna va activar l'obertura de la coberta de la càmera i l'inici automàtic de la seqüència de fotografies. Les imatges s'alternen entre ambdues càmeres durant la seqüència. Una vegada completada la seqüència de fotografies la pel·lícula es va traslladar a un processador de bord on es va revelar, va fixar, i va assecar. A continuació mitjançant ordres enviades des de la Terra es va moure la pel·lícula a un escàner on una taca produïda per un tub de rajos catòdics es va projectar a través de la pel·lícula sobre un multiplicador fotoelèctric. La taca s'explora a través de la pel·lícula i el fotomultiplicador converteix la intensitat de la llum que passa a través de la pel·lícula en un senyal elèctric que es transmet a la Terra (a través de freqüència modulada de vídeo analògica, similar a un facsímil). Una imatge podia ser escanejada amb una resolució de 1000 (horitzontal) i les línies de la transmissió es podria fer en una televisió d'exploració lenta velocitat a grans distàncies de la Terra i un ritme més ràpid en el menor abast.
La càmera va prendre 29 fotos durant més de 40 minuts, el 7 d'octubre de 1959, de la UT 3:30-04:10 UT a distàncies entre 63.500 quilòmetres i 66.700 quilòmetres per sobre de la superfície, cobrint el 70% de la cara oculta lunar. Disset (alguns diuen que dotze) d'aquestes imatges van ser transmeses amb èxit a la Terra, i es van publicar sis (imatges numerades 26, 28, 29, 31, 32 i 35). Eren les primeres vistes de la humanitat de l'hemisferi de la Lluna.
El sistema d'imatge va ser desenvolupat per PF Bratslavets i Rosselevich IA en l'Institut d'Investigació Científica de Leningrad per a la televisió i les imatges enviades van ser processades ??i analitzades per Iu.N. Lipskii i el seu equip en l'Institut Astronòmic Sternberg. La càmera AFA-I1 va ser desenvolupada i fabricada per la fàbrica de KMZ (Krasnogorskiy Mekhanicheskiy Zavod).

## Objecte d'espionatge per la CIA
L'any 1959, en plena Guerra Freda, un grup d'agents secrets robà, estudià, i retornà el satel·lit Lluna 3 sense que les autoritats soviètiques se n'adonessin. Eduardo Díaz Silveti, un exespia mexicà, va ser l'arquitecte d'aquest pla en col·laboració amb la CIA.
La missió emprà una sèrie de distraccions (una avaria mecànica del camió que transportava el satèl·lit, un embús de trànsit), que desviaren l'atenció dels guàrdies soviètics, substituint el conductor del camió, i traslladant el satèl·lit a un magatzem de fusta.
Allà, un equip d'enginyers de la CIA, incloent Sydney Wesley Finer i Zambernardi, el desmuntà. Finer, reclutat per la CIA durant el seu últim any a Yale i expert en lingüística russa, va ser crucial en l'anàlisi tècnica del satèl·lit. Zambernardi, un veterà de la CIA amb una llarga carrera en operacions encobertes, va supervisar la missió. A contrarellotge es fotografià i analitzà cada component, extraient peces de motors, components interns, raspadures de les aletes del coet, i restes de combustible. Fins i tot es replicà un segell soviètic per no deixar rastre. A les tres de la matinada acabaren la presa de dades, però encara calia tornar-lo a muntar i retornar-lo a l'estació de tren amb el conductor original, cosa que s'aconseguí sense aixecar sospites del agenst soviètics. Les mostres robades i les fotografies van ser enviades als Estats Units en un vol privat.
La informació obtinguda va ser crucial per al programa espacial nord-americà, ajudant a desenvolupar el satèl·lit espia CORONA i proporcionant informació sobre la capacitat de míssils soviètics.
La història d'aquest robatori va romandre en secret durant dècades. Silveti va publicar un llibre sobre l'operació, i la seva participació va ser confirmada per antics funcionaris de la CIA. Finalment, els documents desclassificats per la CIA el 2019 van confirmar molts detalls de l'operació, revelant la magnitud i l'audàcia del robatori.